# Rivula atimeta
Rivula atimeta là một loài bướm đêm trong họ Erebidae.